# Рајетићи (Фојница)
Рајетићи је насељено место у Босни и Херцеговини у општини Фојница. Административно припада Федерацији Босне и Херцеговине, односно њеном Средњобосанском кантону. Према попису становништва из 2013. у насељу није било становника, а већинску популацију у ранијем периоду чинили су Хрвати.

## Становништво
По последњем службеном попису становништва из 2013. године у овом насељу није било становника, а село је раније било етнички хомогено са већинском хрватском популацијом.
| Националност | 2013. | 1991.       | 1981.       | 1971.       |
| Хрвати       | —     | 73 (100,0%) | 93 (98,94%) | 95 (100,0%) |
| Југословени  | —     | 0           | 1 (1,06%)   | 0           |
| Укупно       | 0     | 73          | 94          | 95          |